# 惠济区政府站
惠济区政府站是郑州地铁2号线的地铁车站，位于中华人民共和国河南省郑州市惠济区开元路与天河路交叉口，于2019年12月28日随郑州地铁2号线二期工程开通运营而启用。

## 车站结构
惠济区政府站目前启用2号线车站，主体结构位于开元路与天河路交叉口西侧地下，沿开元路呈东西走向。另外，该站还同期建设了3号线车站的主体结构，位于天河路地下，为地下二层车站。但因3号线北延线目前尚处在规划阶段，3号线车站仅为预留的结构，并未开放。

### 车站楼层
惠济区政府站2号线车站的主体结构为地下三层车站，B1层为站厅，B2层为设备层，B3层为站台层。
| 1F  | 地面     | 所有出入口                                       | 所有出入口                                       | 所有出入口                                       |
| B1F | 站厅     | 客服中心、自动售票机、行李检查、闸机、车站控制室 | 客服中心、自动售票机、行李检查、闸机、车站控制室 | 客服中心、自动售票机、行李检查、闸机、车站控制室 |
| B2F | 设备层   | 车站设备                                         | 车站设备                                         | 车站设备                                         |
| B3F | █ 2号线  | 往贾河方向 （贾河）                              | 往贾河方向 （贾河）                              | 往贾河方向 （贾河）                              |
| B3F | 岛式站台 | 卫生间                                           | 至站厅                                           |                                                  |
| B3F | █ 2号线  | 往南四环/城郊线郑州航空港站方向 （毛庄）         | 往南四环/城郊线郑州航空港站方向 （毛庄）         | 往南四环/城郊线郑州航空港站方向 （毛庄）         |

### 站厅
惠济区政府站的站厅位于B1层，设有客服中心、自动售票机、行李检查等设施。站厅由闸机和栏杆分隔为付费区和非付费区，付费区内设有自动扶梯、步梯和无障碍电梯连接站台层。在站厅近E口通道处设有卫生间和母婴室。

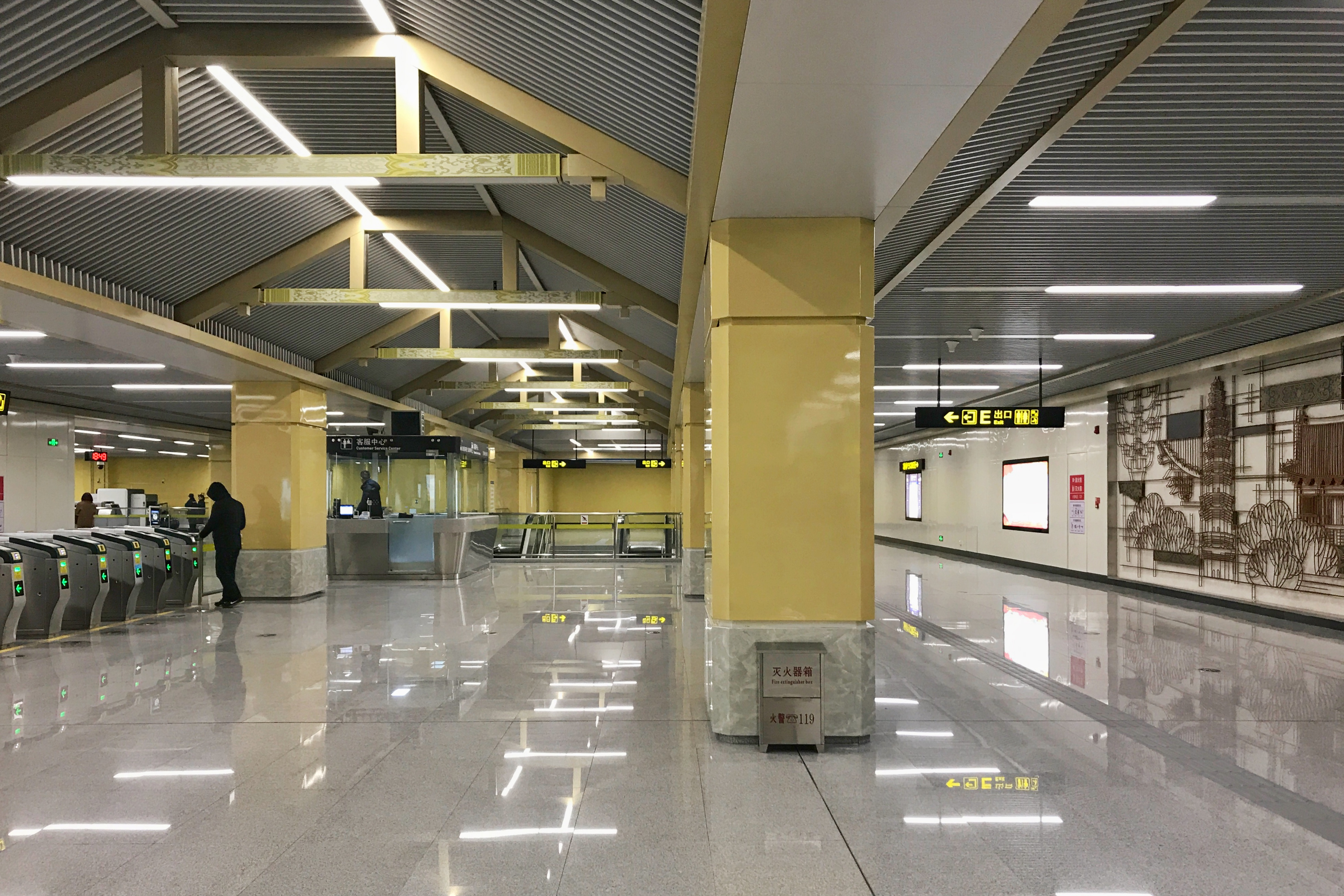
站厅
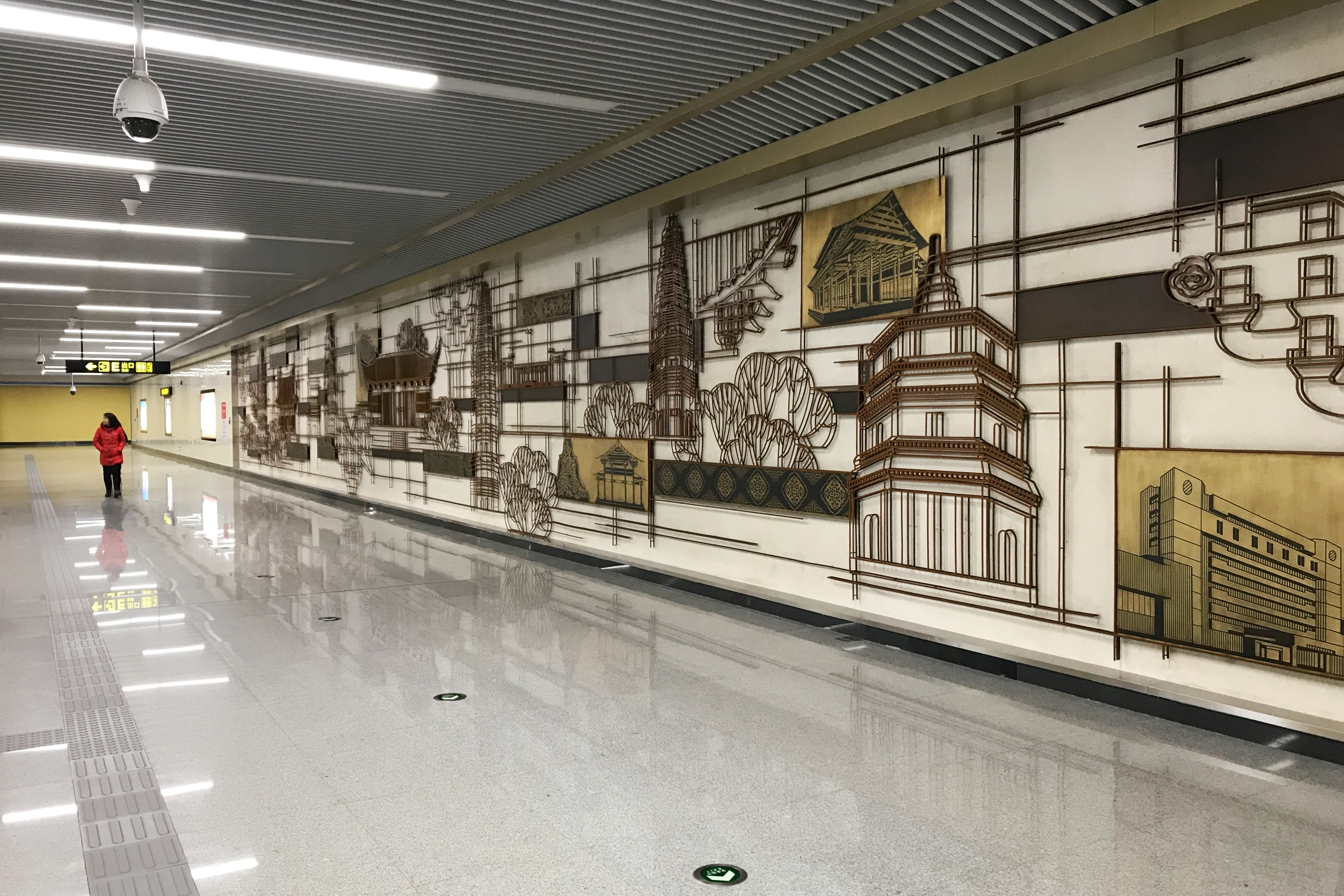
位于站厅的艺术墙

### 站台

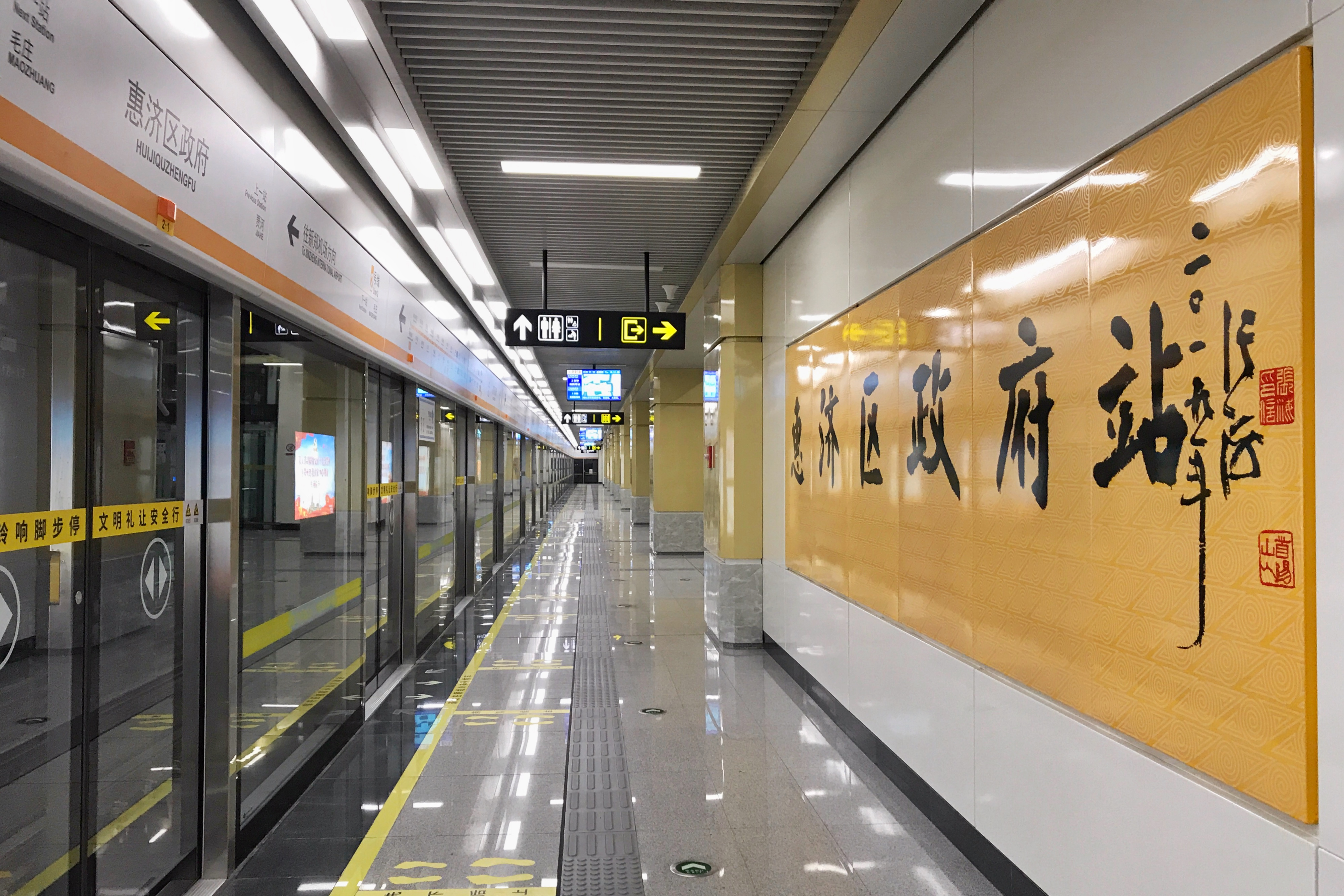
南侧站台及站名大字壁

惠济区政府站2号线车站设一座岛式站台，位于B3层，安装有高站台门。站台呈东西向，南侧站台面由2号线下行（南四环/城郊线郑州航空港站方向）列车使用，北侧站台面由2号线上行（贾河方向）列车使用。在站台西端设有卫生间。此外，未开放的3号线车站亦建有一座站台，位于B2层，为预留结构。

### 出入口
惠济区政府站目前开通C、D、E共3个出入口，连接地面和2号线站厅非付费区。其中C口和D口分别位于开元路的南侧和北侧，E口则位于天河路东侧。C口设有无障碍电梯。
该站已开通的各出入口信息如下表所示。
| 开元路天河路 | 开元路天河路               | 开元路天河路 | 开元路天河路 | 开元路天河路 |
| 编号         | 路线                       | 路线         | 路线         | 备注         |
| ------------ | -------------------------- | ------------ | ------------ | ------------ |
| B52          | 天山路公交站               | ⇆            | 农科路经三路 | 原92路       |
| 忆江南1号线  | 忆江南公交站（中原影视城） | ⇆            | 文化路英才街 |              |

| 天河路开元路 | 天河路开元路 | 天河路开元路 | 天河路开元路   | 天河路开元路 |
| 编号         | 路线         | 路线         | 路线           | 备注         |
| ------------ | ------------ | ------------ | -------------- | ------------ |
| G78          | 森林湖公交站 | ⇆            | 航海路中州大道 |              |

## 车站装饰
惠济区政府站为2号线二期工程的两座重点车站之一，以古建筑为装饰主题，车站的吊顶天花采用中国传统建筑特色的“垂花柱”造型。站厅内还设有以“鸿图华构”为主题的文化墙。作品以河南省境内现存的一些宋代建筑为画面主体，如开宝寺琉璃塔、繁塔、初祖庵等，提取建筑结构作为主要创作元素，运用空间推进的构成方式，呈现宋代建筑结构的整体形态。其中融入宋代建筑学家李诫编写的《营造法式》，以及该站附近的古树苑景致。